# Quebrada Yeguas
Quebrada Yeguas es un barrio ubicado en el municipio de Salinas en el estado libre asociado de Puerto Rico. En el Censo de 2010 tenía una población de 1.528 habitantes y una densidad poblacional de 66,08 personas por km².

## Geografía
Quebrada Yeguas se encuentra ubicado en las coordenadas 18°2′4″N 66°11′45″O / 18.03444, -66.19583. Según la Oficina del Censo de los Estados Unidos, Quebrada Yeguas tiene una superficie total de 23.12 km², de la cual 23.11 km² corresponden a tierra firme y (0.07%) 0.02 km² es agua.

## Demografía
Según el censo de 2010, había 1.528 personas residiendo en Quebrada Yeguas. La densidad de población era de 66,08 hab./km². De los 1.528 habitantes, Quebrada Yeguas estaba compuesto por el 77.16% blancos, el 10.41% eran afroamericanos, el 1.31% eran amerindios, el 0.07% eran asiáticos, el 0.13% eran isleños del Pacífico, el 7.13% eran de otras razas y el 3.8% pertenecían a dos o más razas. Del total de la población el 99.8% eran hispanos o latinos de cualquier raza.